# Tug of War
Tug of War je třetí sólové studiové album britského rockového hudebníka a někdejšího člena skupiny The Beatles Paula McCartneyho. Je pokračováním předchozího alba McCartney II z roku 1980 a jeho prvním oficiálním albem, počítáno od rozpadu jeho skupiny Wings v dubnu 1981. Díky nahrávání tohoto alba se dal McCartney na čas znovu dohromady s hudebním producentem Georgem Martinem. Tug of War je navíc prvním McCartneyho albem, vydaným po smrti Johna Lennona, jeho někdejšího dlouholetého spoluhráče z kapely The Beatles.

## Seznam skladeb
Všechny písně zkomponoval Paul McCartney, vyjma „What's That You're Doing?“, na které se podílel Stevie Wonder.
První strana
1. „Tug of War“ – 4:22
2. „Take It Away“ – 4:14
3. „Somebody Who Cares“ – 3:19
4. „What's That You're Doing?“ – 6:19
  - duet se Stevie Wonderem
5. „Here Today“ – 2:27

Druhá strana
1. „Ballroom Dancing“ – 4:07
2. „The Pound Is Sinking“ – 2:54
3. „Wanderlust“ – 3:49
4. „Get It“ – 2:29
  - duet s Carlem Perkinsem
5. „Be What You See (Link)“ – 0:34
6. „Dress Me Up as a Robber“ – 2:41
7. „Ebony and Ivory“ – 3:46
  - duet se Stevie Wonderem

## Obsazení
- Paul McCartney – zpěv, kytary, klavír, syntezátor, bicí, basová kytara, vocoder, perkuse
- Denny Laine – kytara, kytarový syntezátor, baskytara v písni „Wanderlust“
- Eric Stewart – kytara, vokály
- Ringo Starr – bicí v písni „Take It Away“
- Steve Gadd – bicí
- George Martin – elektrické piano
- Adrian Brett – panova flétna
- Andy Mackay – lyricon
- Adrian Sheppard – bicí
- Dave Mattacks – bicí
- Carl Perkins – vokály, kytara v písni „Get It“
- Stevie Wonder – syntezátor, elektrické piano, bicí, vokály
- Jack Brymer – klarinet
- Keith Harvey – violoncello
- Ian Jewel – viola
- Bernard Partridge – housle
- Jack Rothstein – housle
- Linda McCartney – vokály
- Stanley Clarke – basová kytara